# مایو کلینیک
مایو کلینیک با تلفظِ صحیحِ مِـیو کلینیک (به انگلیسی: Mayo Clinic) یک مرکز پزشکی دانشگاهی غیرانتفاعی آمریکایی است که بر مراقبت سلامت، آموزش و پژوهش یکپارچه متمرکز است. مایو کلینیک در درمان بسیاری از بیماری‌های دشوار از طریق مراقبت‌های بهداشتی و توریسم پزشکی تخصص دارد. پذیرش محققان و دانشجویان در این مرکز پزشکی بسیار رقابتی بوده بصورتی که تنها 3.5 درصد از متقاضیان واجد شرایط موفق به اخذ پذیرش از آن می گردند.

## افتخارات و جوایز نوبل
میو کلینیک در سال ۲۰۱۶ در رتبه ۱۸ برترین موسسات آموزش عالی پزشکی جهان و در سال های متمادی در رتبه نخست بهترین بیمارستان‌های ایالات متحده قرار گرفته است.
ادوارد کندال و فیلیپ شوالتر هنچ، برنده جایزه نوبل پزشکی سال ۱۹۵۰، از این مرکز بودند. لوئیز والتر آلوارز (فیزیکدان نوبلیست) و آلبرت سن-گئورگی (زیست‌شناس نوبلیست مجاری) نیز در اینجا دوره دیدند.

## نگارخانه

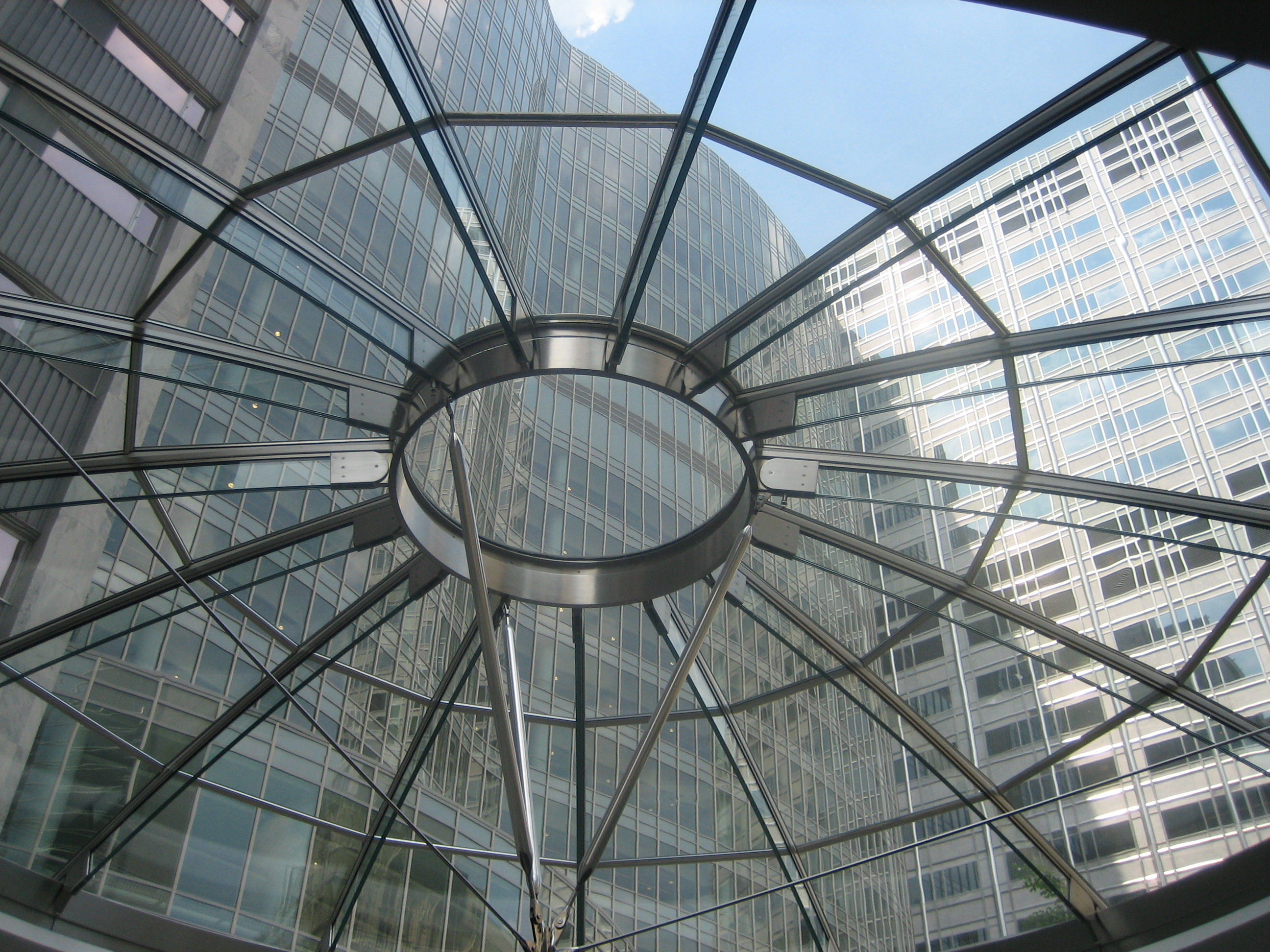
Gonda building from cafeteria.
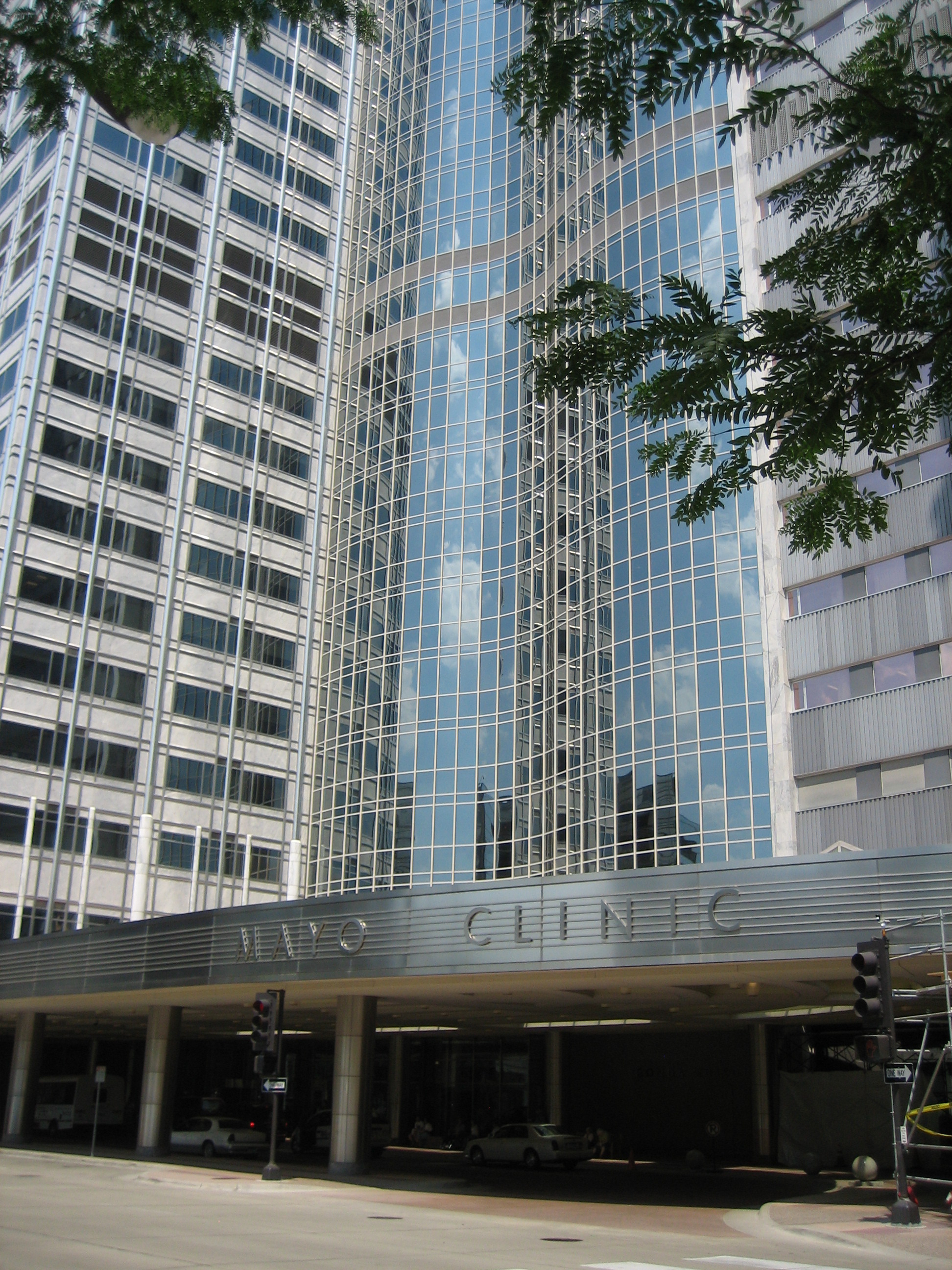
Gonda building from 3rd Avenue SW.
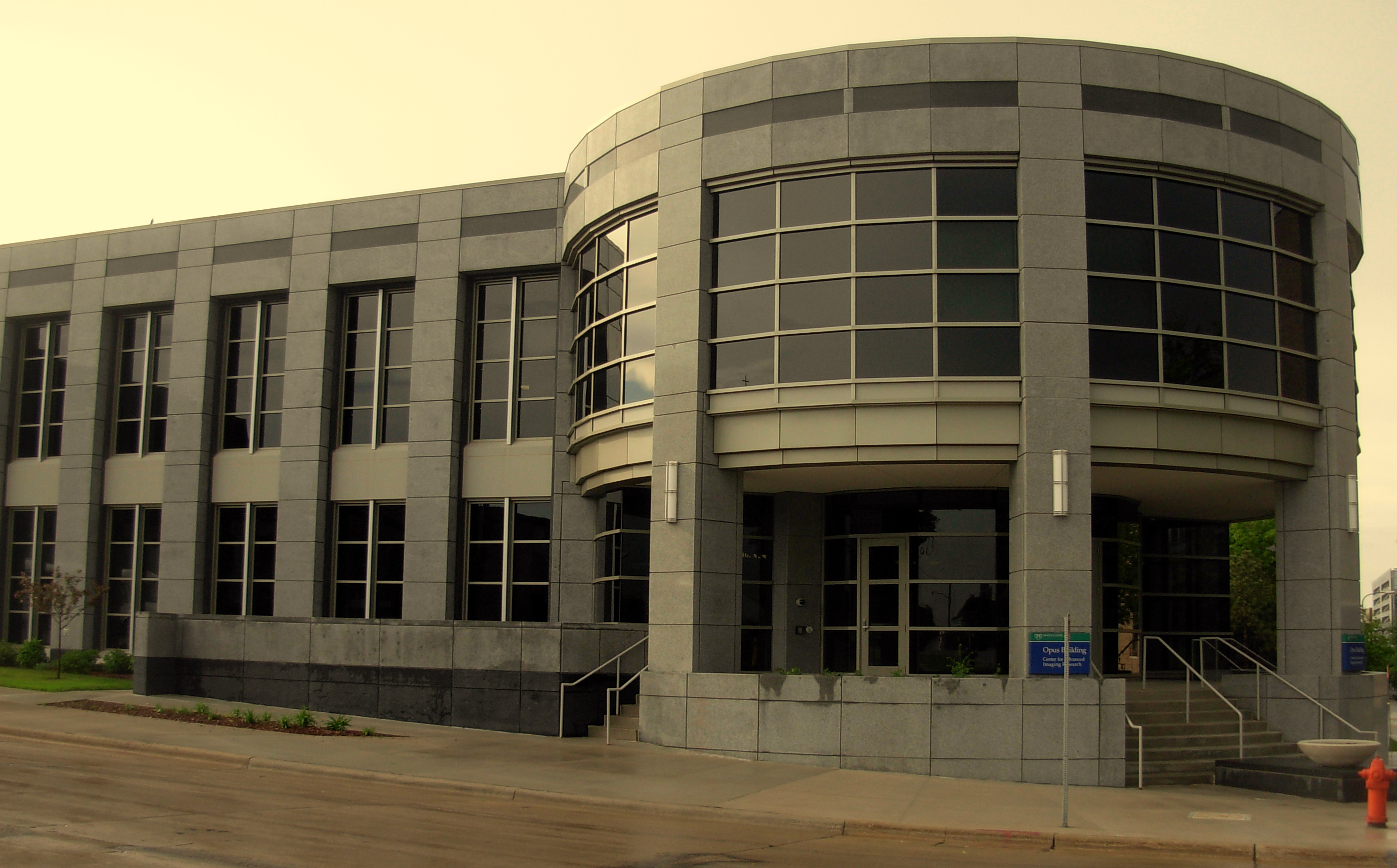
The Opus Imaging Research Building.
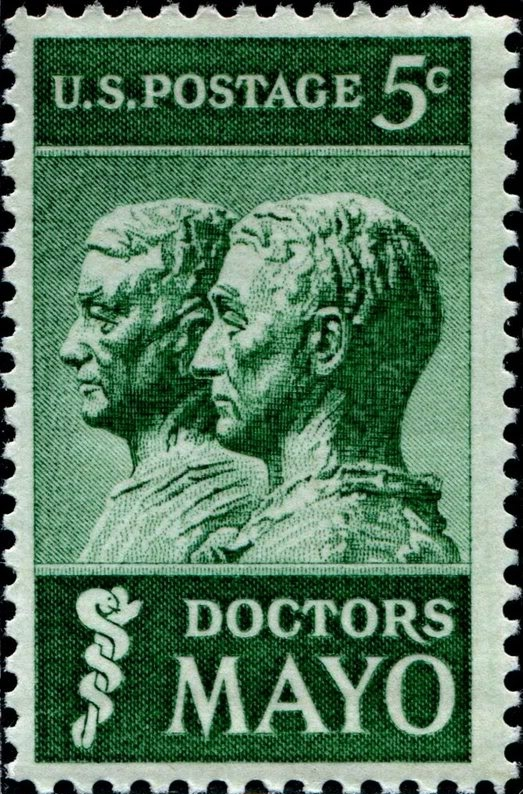
Mayo Brothers U.S. Commemorative Stamp issued 1964
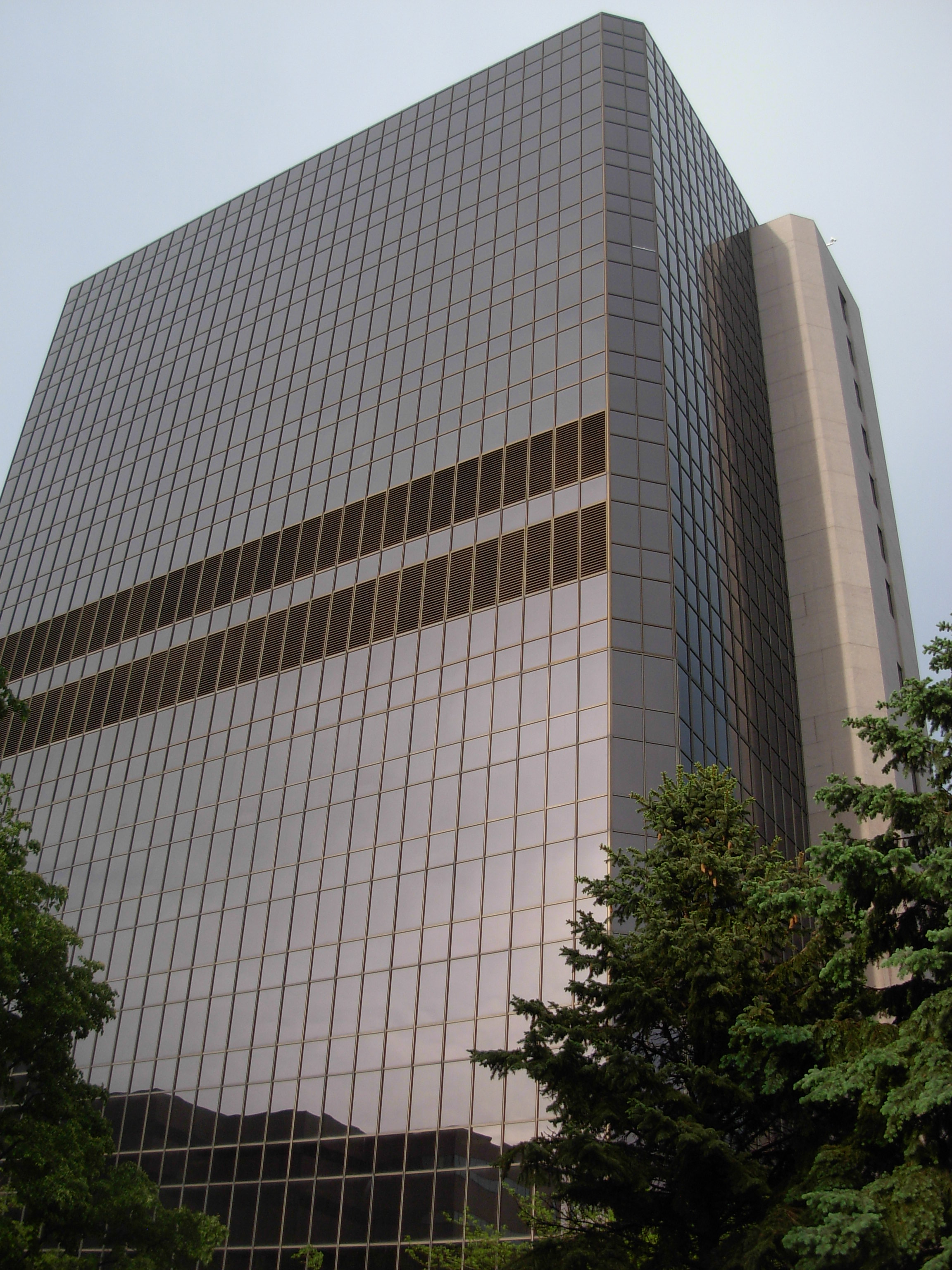
The Guggenheim Building in Rochester, MN.
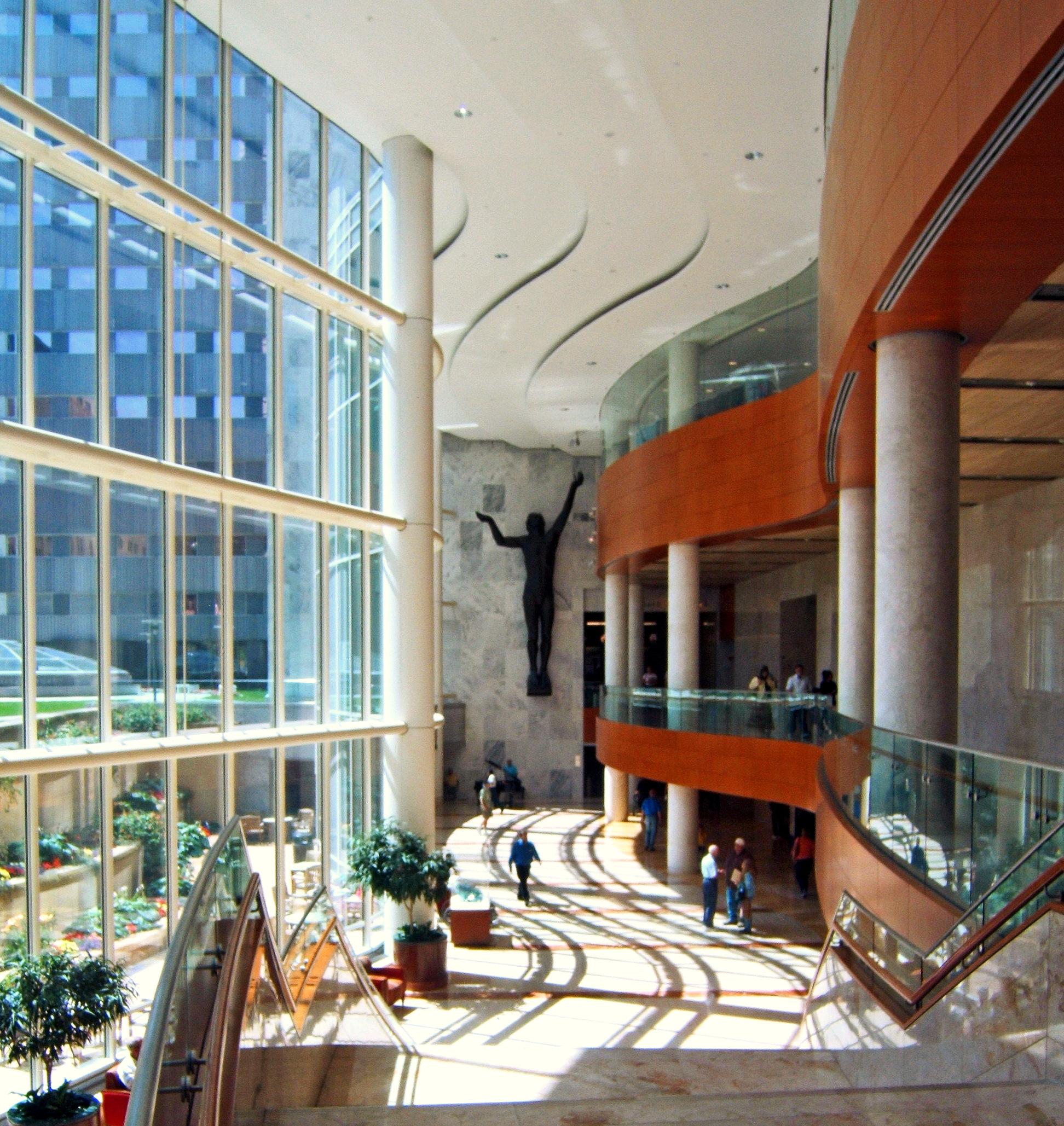